# U (Roman)
U ist der dritte Roman des deutschen Schriftstellers Timur Vermes und erschien 2021. Die erzählte Geschichte handelt von zwei Passagieren in einer U-Bahn, welche nicht mehr anhält und auch an keinem Bahnhof vorbeizukommen scheint.

## Handlung
Der Roman beginnt mit der Beschreibung des Heimwegs der Lektorin Anke Lohm, die nach einem langen Arbeitstag nun in die U-Bahn steigt und gleich darauf einschläft. Als sie erwacht bemerkt sie, dass die Bahn immer noch an derselben Haltestelle steht und spielt mit dem Gedanken in ein Taxi zu steigen, falls die Abfahrtszeit sich noch weiter hinauszögern sollte. Doch beginnen sich schon die Türen zu schließen, weshalb sie sitzen bleibt. In letzter Sekunde springt nun allerdings noch ein weiterer Passagier in den Waggon und setzt sich zu Lohm, welche leicht widerwillig ein Gespräch mit ihm beginnt.
Die nächste Haltestelle soll zwar nur einige wenige Minuten entfernt sein, doch fährt die U-Bahn nun bereits zehn Minuten ohne an einer solchen vorbeigekommen zu sein. Dies verleitet die beiden Passagiere zu wilden Spekulationen, nachdem sie bereits mit einem weiteren Passagier, einer schwangeren Frau, im Nachbarwaggon gesprochen haben und ihnen nach einem Anruf bei der Notrufzentrale gesagt wurde, dass die Wagennummer keiner der fahrenden Bahnen gehöre und die Vermutung geäußert wurde, die beiden seien betrunken. So vermutete der vorhin so hastig eingestiegene Passagier, dass dies eine Fernsehproduktion mit versteckter Kamera sei. Er erklärt sich die Umstände so, dass große Bildschirme vor den Fenstern hängen, woraufhin er diese gleich mit dem Notfallhammer einschlägt, doch nun von etwas getroffen wird, an dem die Bahn vorbei gefahren ist, was zum einen seinen Arm stark verletzt und zum anderen die eindeutige Bestätigung darstellt, dass die U-Bahn wirklich fährt. Lohm versucht nun den Arm provisorisch zu verarzten und wählt sogleich den Notruf, woraufhin ihr gesagt wird, dass der Verletzte an der nächsten Station aussteigen soll und dass dort Rettungskräfte warten werden. Nach einem gescheiterten Versuch zu erklären, dass es keine nächste Station gibt, akzeptiert sie schließlich die Anweisung und wartet.
Plötzlich erreicht die Bahn unerwartet eine Haltestelle und hält, doch befinden sich dort drei Personen, Anke Lohm, der dazu gestiegene Passagier und die schwangere Frau, was die sich in der Bahn befindenden Personen immens beängstigt, woraufhin sie beschließen, nicht auszusteigen. Auf einmal klingelt das Handy und Lohms Freundin Kiki ruft an, um sich nach ihr zu erkundigen. Nach einer kurzen Schilderung der Situation verspricht sie das Bahnunternehmen anzurufen und Lohm und die anderen als vermisst zu melden. Kurz darauf bemerken die Reisenden allerdings, dass die schwangere Frau nicht mehr in ihrem Waggon ist und dass die Lichter in der Bahn beginnen auszufallen, bis sie im Dunkeln sitzen. Doch kommen sie nun an einer Baustelle vorbei, auf der einige Arbeiter wie Urmenschen einen Kinderwagen untersuchen und so tun als würden sie Babys im Arm halten, während sie den vorbeifahrenden Zug betrachten. Als die Passagiere wieder im Dunkeln sind, ruft die Notzentrale an und erkundigt sich darüber, wo Lohm und die anderen sich befinden und interpretiert in den Fakt, dass diese nicht an der letzten Haltestelle ausgestiegen sind, sowie, dass Lohm wohl vor 15 Jahren bei den Maidemonstrationen zusammen mit Kiki mehrfach aktenkundig wurde hinein, dass dies eine Aktion der Antifa darstellt und droht mit einer Anzeige.
Nun ertönt eine Durchsage und kündigt eine Haltestelle an. Nachdem diese erreicht ist und sich Lohm und ihr Mitreisender vergewissert haben, dass keine weiteren Doppelgänger vorhanden sind, steigen die beiden aus. Doch werden sie auf der Suche nach einem Ausgang nicht fündig, da die gesamte Station, ohne einen solchen ausgestattet, eine Art Labyrinth darstellt, aus dem man nicht herausfindet. Schließlich entscheiden sie sich dazu im Tunnel weiter in Fahrtrichtung der Bahn zu gehen und kommen nach einiger Zeit zu einem weiteren Bahnhof, der allerdings auch keinen Ausgang besitzt, weshalb sie eine längere Zeit auf der Bank an der Haltestelle sitzen und warten.
Irgendwann erscheint ein Zug in den beide einsteigen und einschlafen. Als sie erwachen, fährt die Bahn tatsächlich in einen Bahnhof mit wartenden Personen ein und der Fahrer erkundigt sich, weshalb die Scheibe eingeschlagen ist, was mit der Ausrede beantwortet wird, dass der junge Mann Lohm etwas beweisen wollte, doch nun schnell ins Krankenhaus muss. Daraufhin ruft der Fahrer einen Arzt und Lohm fährt mit einem Taxi nach Hause.

## Figuren
- Anke Lohm ist eine Lektorin, die sich auf dem Heimweg nach einem langen Arbeitstag befindet und dann in der U-Bahn, die endlos zu fahren scheint, feststeckt.
- Die zweite Hauptfigur ist ein junger Mann, der allerdings nicht benannt wird und welcher zusammen mit Anke Lohm in der U-Bahn sitzt.
- Auch in der U-Bahn sitzt eine schwangere Frau, die im Roman immer nur Schwanger genannt wird und welche an einem bestimmten Punkt in der Geschichte einfach verschwindet.
- Kiki Schnurrmacher ist die Freundin von Anke, mit welcher sie vor 15 Jahren auf den Maidemonstrationen mehrfach aktenkundig wurde.

## Entstehung
Vermes konzipierte den Stoff zuerst als Drehbuch, entschied sich dann allerdings für die vorliegende Romanform.

## Schriftbild
Die Besonderheit an Vermes’ dritten Roman ist die Art des Schriftbildes, die pro Zeile nur ein bis zwei Halbsätze zulässt, die meistens selbst auch nicht aus mehr als ein zwei Worten bestehen. Dazu sind in den Text teilweise Bilder eingearbeitet und es wird sowohl mit der Schriftgröße, als auch mit der Schriftart gespielt, um dem Leser die Geschichte visuell noch anschaulicher zu gestalten. So gibt es auch eine Doppelseite, welche komplett in Schwarz eingefärbt ist und nur in weißer kleiner Schrift die Frage »Hörst du das?« aufgedruckt hat.

## Rezeption & Inspiration
Der Journalist Dirk Kruse sprach von dem Roman: „[…] Das ist quasi ein süffiger, spannender und humorvoller Lesestoff mit den Mitteln der Avantgarde und das, finde ich, ist ihm extrem gut gelungen.“
Simone Hamm schreibt in ihrer Rezension zu dem Roman: „[…] Man gewöhnt sich schnell an die Sätze, die nur aus ein zwei, Worten bestehen. […] [Es] fehlt die Dramatik, der Nervenkitzel.“
Der Roman ähnelt in seiner Grundidee stark der Erzählung „Der Tunnel“ des Schriftstellers Friedrich Dürrenmatt, welcher die Geschichte allerdings mit keinem guten Ende versieht, da hier der Zug, der nicht anzuhalten scheint, auf den Mittelpunkt der Erde zurast. Hierzu schreibt Thomas Fischer über die beiden Werke: „[…] Der (womöglich didaktisch zu nutzende) Vergleich beider Arbeiten würde dann allerdings doch die haushohe Überlegenheit des Schweizer Pfarrerssohnes über den vormaligen Boulevardredakteur Vermes erweisen.“
Übereinstimmungen inhaltlicher wie stilistischer Art finden sich außerdem bezüglich der Kurzgeschichte „Endstation“ des Autors Jörg Weese, der sich von der selbstfahrenden Nürnberger U-Bahn ebenfalls zunächst zu einem Drehbuch-Exposé für einen entsprechenden Kreativwettbewerb der Rat Pack Filmproduktion (2011) inspirieren ließ. Auffälligste inhaltliche Gemeinsamkeiten sind die nicht zu stoppende Fahrt des zu Beginn eingeschlafenen Protagonisten in ein Paralleluniversum (inklusive Doppelgänger) und eine labyrinthische Raum-Zeit-Schleife, die das Verlassen des U-Bahnhofes unmöglich macht. Auch in kleineren Handlungsdetails, wie einem Fluchtversuch durch den U-Bahn-Tunnel nach Einschlagen des Zugfensters oder Anspielungen auf Medien-Streiche mit versteckter Kamera als Erklärungsversuch der übernatürlich scheinenden Ereignisse, finden sich Parallelen. Weese bedient sich außerdem – wenn auch nicht in Vermes' Konsequenz – abgebrochener Sätze, Gedankenfragmenten und assoziativen Denkens sowie Zeilenumbrüchen, Sperr- und Großschrift zur Lenkung des Leseflusses und zu atmosphärischen Zwecken.

## Ausgaben
- Timur Vermes: U. Piper Verlag, München 2021, ISBN 978-3-492-07104-8.